# Паче, Рубен
Рубен Паче (англ. Reuben Pace; род. 1974 год, Мальта) — мальтийский композитор.

## Жизнь
Паче учился в Мальтийском университете, а также в Бангорськом университете, где получил степень доктора философии в 2012 году. Среди его учителей были Чарльз Камиллери, Энтони Бонелло, Лоуренс Борг и Джозеф Саммут. Во времени учебы он начал работать с техникой морфинга и из этого, развивал свой индивидуальный стиль.
Произведения Паче интерпретируются всемирно известными оркестрами, ансамблями и солистами. 26 января 2017 года была проведена мировая премьера «Концертино для гитары, клавесин и оркестра» на Международном фестивале барочной музыки в Валлетте в Театре Маноэль с Мальтийским филармоническим оркестром под руководством Мишель Кастеллетти, солистами были Йоханна Байштайнер (гитара) и Джоан Камиллери (клавесин). В 2015 году музыка Паче была представлена на фестивале Mdina Biennale. Также Национальный оркестр Би-би-си Уэльса и Дюк Квартет исполняли некоторые произведения Паче.

## Избранные произведения
- 2010 — Missa Brevis для сольного сопрано, сольного тенора и двойного хора (a cappella)
- 2011 — L-Ahhar Moll (Последняя набережная) для сопрано, ленты, живой диффузии и видео
- 2012 — Back from the stars (Назад со звезд) для флейты, виолончели и фортепиано
- 2013 — Fil-Qosor для кларнеты и фортепиано
- 2014 — Wehidna (Мы, один) для струнного квартета
- 2014 — Il-Grajja ta' Vitorin для меццо-сопрано и фортепиано
- 2015 — Versus для камерного хора, сольного мальчика сопрано, сольного сопрано, соло-меццо-сопрано, сольного тенора и соло-баритона
- 2016 — Концертино для гитары, клавесин и оркестра
- 2018 — Мдина: сюита для гитары соло